# Chromolaena odorata
Chromolaena odorata ist eine Pflanzenart aus der Gattung Chromolaena innerhalb der Familie der Korbblütler (Asteraceae). Sie ist natürlich in den Neotropen weitverbreitet und in vielen tropischen bis subtropischen Gebieten ein Neophyt. Sie wird als Heilpflanze verwendet.

## Beschreibung und Ökologie

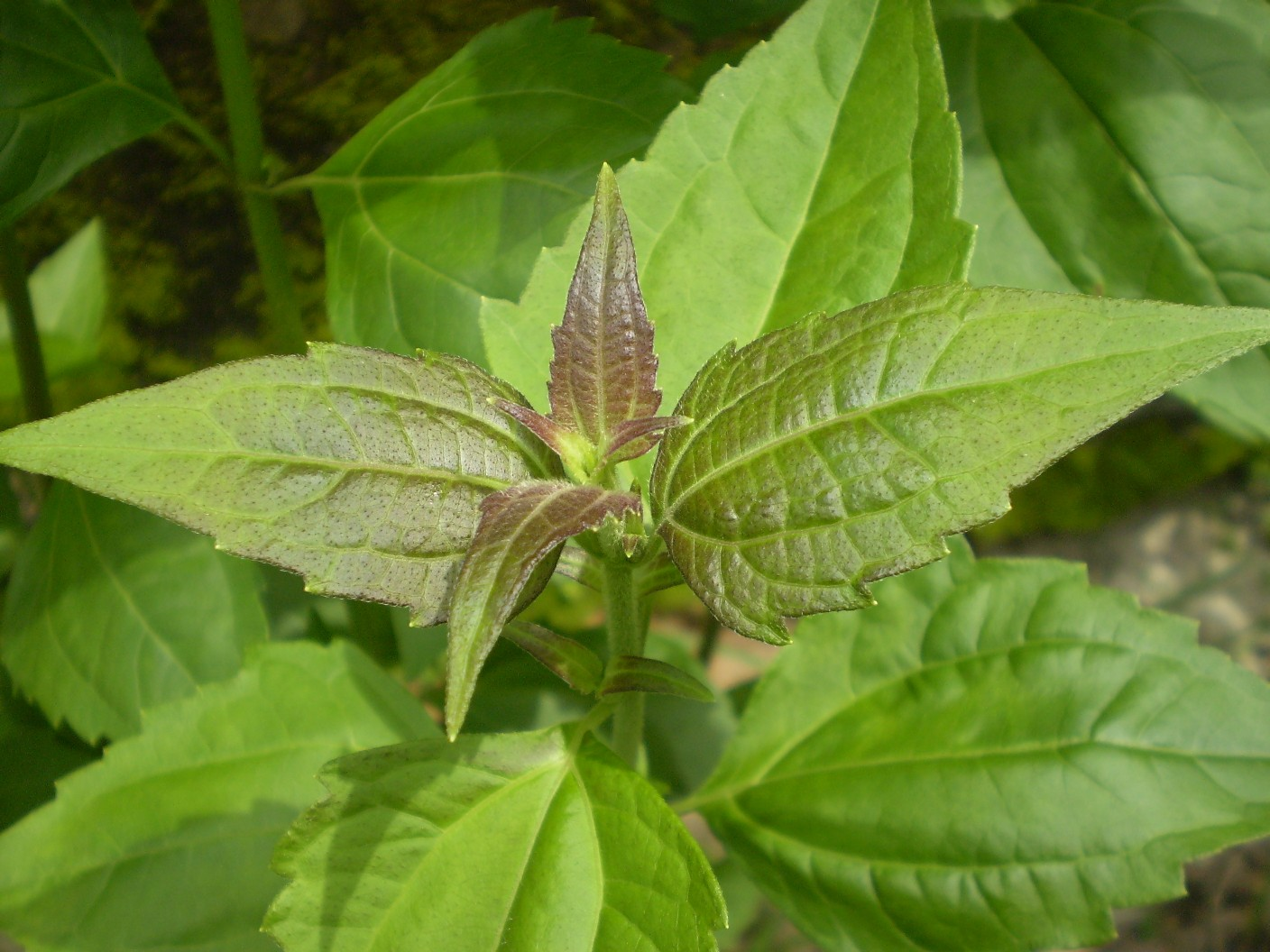
Im vegetativen Zustand mit gegenständigen, einfachen Laubblättern.

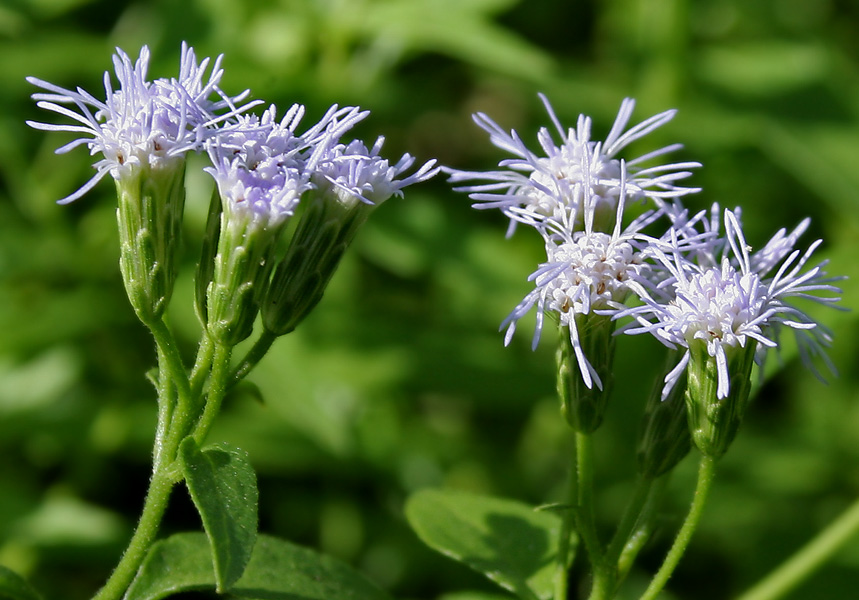
Ausschnitt eines Gesamtblütenstandes mit körbchenförmigen Blütenständen, gut zu erkennen sind die Hüllblätter.

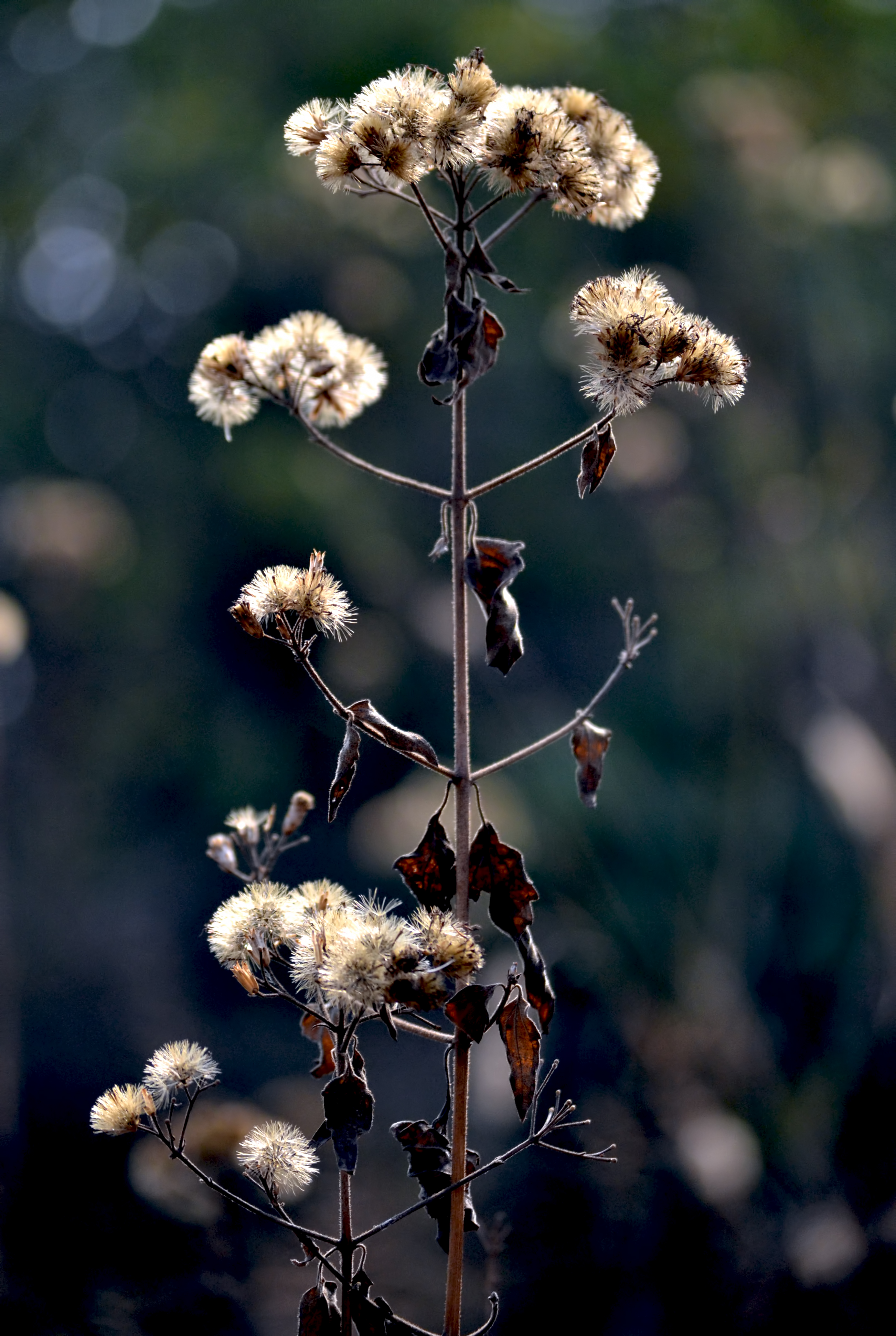
Gesamtfruchtstand mit gegenständiger Verzweigung.

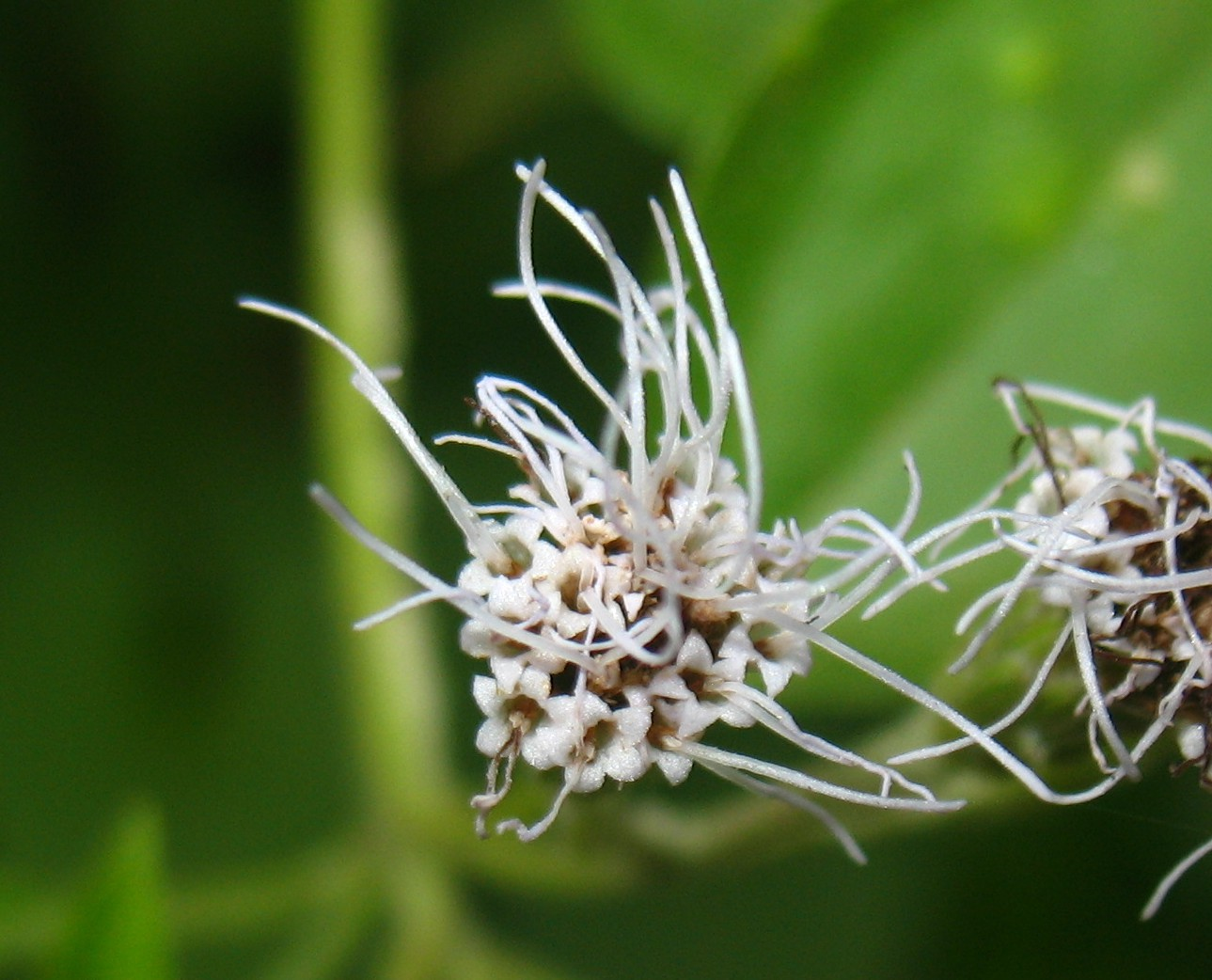
Blütenkörbchen mit Röhrenblüten mit langen Griffelästen.

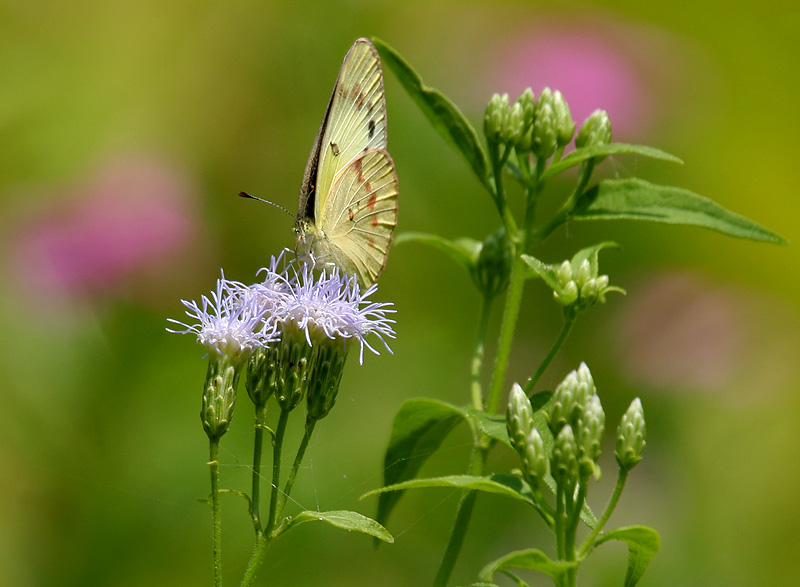
Blütenkörbchen mit Blütenbesucher.

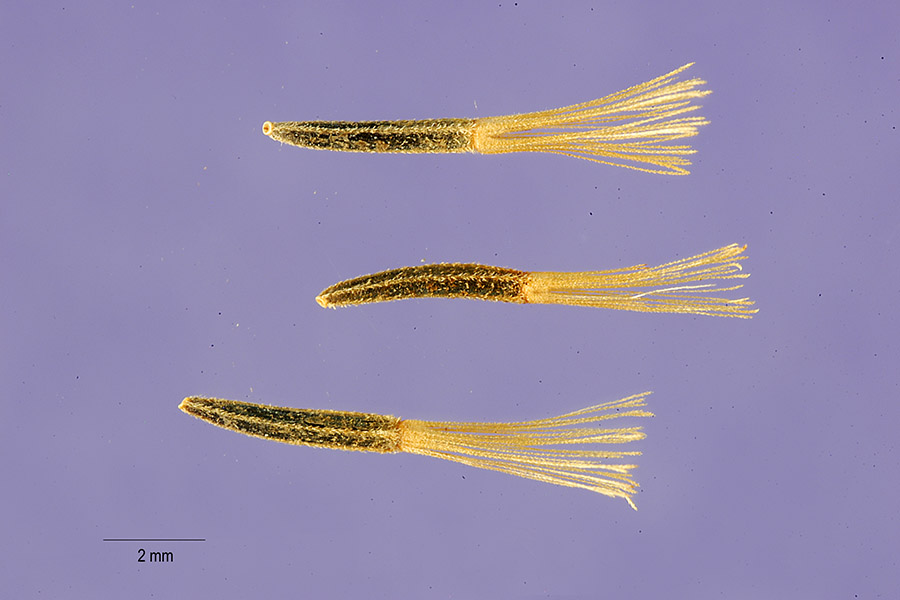
Achänen mit Pappus.

### Unterirdisches und oberirdisches Erscheinungsbild
Chromolaena odorata bildet als Überdauerungsorgane robuste, kriechende Rhizome. Beim superfizialen Wurzelsystem wachsen im oberen Bereich die verdickten Wurzeln horizontal und die massiven Pfahlwurzeln reichen tief.
Chromolaena odorata wächst als Halbstrauch oder ausdauernde krautige Pflanze und erreicht Wuchshöhen von meist 0,8 bis 2,5, selten bis zu 3 oder sehr günstigen Bedingungen bis zu 8 Meter. Die meist erst selbständig aufrechten oder später durch zunehmendes Gewicht überhängenden bis niederliegenden oder fast kletternden Sprossachsen sind gestreift, kurz steif oder grob kurz behaart. Die Sprossachsen können nach einer Weile etwas verholzen. Die stabilen Verzweigungen sind oft gegenständig, ausgebreitet und horizontal oder seltener wechselständig mit einem spitzen Winkel zur Hauptsprossachse angeordnet. Die Verzweigungen sind dicht wollig bis kurz flaumig behaart. Verletzte Pflanzenteile, besonders die Blätter, verströmen einen stechenden Geruch. Während der Blüte- und Fruchtzeit stagniert das Wachstum und oft verwelken während dieser Zeit die Blätter oder sogar auch die Sprossachse. Bald darauf werden wieder neue Sprossachsen, Verzweigungen und Laubblätter ausgebildet.

### Blatt
Die gegenständig angeordneten Laubblätter sind in Blattstiel und Blattspreite gegliedert. Der Blattstiel ist 5 bis 20 mm lang. Die einfache, relativ dicke Blattspreite ist bei einer Länge von 3 bis 10 cm und einer Breite von 1 bis 5 cm schmal-lanzettlich bis dreieckig-lanzettlich oder eiförmig-lanzettlich, eiförmig oder dreieckig mit gestutzter oder leicht herzförmiger Spreitenbasis und spitzem oberem Ende. Der Blattrand ist grob gezähnt oder spärlich grob und unregelmäßig gekerbt bis fast glatt oder auf einer Seite gesägt, es kann auch ein grober Zahn vorhanden sein oder die Blattspreite ist dreilappig auf jeder Seite. Die Blattspreiten besitzen drei deutlich erkennbare Hauptadern und auf der Blattunterseite etwas erhabene, feine Seitenadern. Die Blattunterseite ist hell und die -oberseite grün. Beide Blattfläche sind schuppig, zottig mit rot-braunen Drüsenhaaren bedeckt, auf der Blattunterseite und an den Blattadern dichter. Die Blätter direkt unterhalb des Gesamtblütenstandes sind kleiner und meist ganzrandig.

### Blütenstand, Blüte und Bestäubung
In Florida und Texas reicht die Hauptblütezeit von Oktober bis Dezember, doch kann Chromolaena odorata das ganze Jahr über blühen; in China liegt die Blütezeit zwischen April und Dezember. Chromolaena odorata kann schon im ersten Jahr Blüten bilden. Der dicke 1 bis 2 cm lange Blütenstandsschaft ist dicht kurz flaumig behaart. In seiten- oder endständigen, einfachen oder zusammengesetzten, schirmtraubigen Gesamtblütenständen stehen mehrere bis viele (5 bis über 50) körbchenförmige Teilblütenstände zusammen. Die inneren Bereiche eines Blütenstandes erblühen etwas früher als die äußeren. Die dachziegelartig überlappenden Hüllblätter stehen in meist vier bis sechs, selten bis acht Reihen im bei einer Höhe von selten 7 bis, meist 8 bis 10 mm und einem Durchmesser von 4 bis 5 mm zylindrischen Involucrum zusammen. Die äußeren behaarten Hüllblätter sind bei einer Länge von etwa 2 mm eiförmig mit stumpfem oberem Ende. Die mittleren und inneren Hüllblätter sind strohfarben und bei einer Länge von 7 bis 8 mm länglich mit zugespitztem oberem Ende; sie sind breit dreinervig und ohne Drüsen. Bei den inneren Hüllblättern sind die oberen Enden oft angedrückt, gerundet bis gestutzt, manchmal etwas weißlich und vergrößert.
In den Blütenkörbchen sind nur radiärsymmetrische Röhrenblüten vorhanden, es sind jeweils etwa 20 (10 bis 35). Die Farbe der Kronblätter ist purpurfarben bis hell-blau, fast weiß oder leicht rosafarben. Die fünf Kronblätter sind zu einer bei einer Länge von etwa 5 mm zylindrischen Kronröhre verwachsen, die in deutlichen fünf Kronlappen endet.
Die Bestäubung erfolgt durch Insekten. Auch apomiktische Fruchtbildung kommt vor.

### Frucht und Ausbreitung
In China reifen die Früchte zwischen April und Dezember. Die schwarzen oder braunen, bei einer Länge von 3 bis 5 mm länglichen, schmalen, kantigen Achänen besitzen fünf Rippen. Die Achänen sind entlang der Rippen spärlich angedrückt, weiß, kurz borsig. Der Pappus besteht aus etwa 40 dünnen, haltbaren, 4 bis 5 mm langen Borsten. Das Tausendkorngewicht frischer Achänen beträgt 0,25 g. Die Keimfähigkeit frischer Achänen beträgt 33 bis 66 %; nach zwei Jahren keimen noch bis zu 40 % der Achänen. Die Achänen sind die Diasporen und werden hauptsächlich mit Hilfe des Pappus durch den Wind ausgebreitet (Anemochorie), aber auch Ausbreitung durch Tiere und Menschen spielen eine Rolle (Epichorie).

### Chromosomensatz
Die Chromosomengrundzahlen betragen x = 10, 16. Es wurden Chromosomensätze mit 2n = 40, 58, 60, 70 ermittelt.

Sakuranetin

Acacetin

## Inhaltsstoffe

### Sekundärmetaboliten
Folgende sechs Metabolite wurden aus den Wurzeln von Chromolaena odorata isoliert: 15-angeloyloxy-16,17-epoxy-19-kauronic-Säure, 16-kauren-19-oic-Säure, 6′-hydroxy-2′,3′,4,4′-tetramethoxychalcone, Isosakuranetin, Acacetin, Kaempferide.
In methanolischen Extrakten von Chromolaena odorata wurde Rutin als Hauptflavonoid nachgewiesen. Haupt-Flavonoid Aglyka: Quercetin-methylether, Quercetin-4‘-methylether, Quercetin-7,4‘-dimethylether, Kaempferol-4‘-methylether, Naringenin-4‘-methylether.

## Nutzung
Chromolaena odorata wird als Heilpflanze, beispielsweise in Indien, Kambodscha, Vietnam und Taiwan, angebaut. In einigen Ländern werden Pflanzenteile von Chromolaena odorata in der Volksmedizin zur Linderung sehr unterschiedlicher Krankheiten eingesetzt.
Extrakte aus den Blättern von Chromolaena odorata werden zum Heilen von Wunden der Haut verwendet. Über die pharmakologischen Wirkungen gibt es aktuelle wissenschaftliche Arbeiten. Chromolaena odorata enthält ätherische Öle, die eine antibakterielle Wirkung auf Staphylococcus aureus und Escherichia coli besitzen.
Da Chromolaena odorata in kurzer Zeit viel Pflanzenmasse bildet, wird es in Plantagen und auf Feldern als Mulchmaterial und Gründünger eingesetzt. Nachdem Chromolaena odorata auf den Flächen gewachsen ist, verbesserte sich die Struktur, der pH-Wert und die biologische Aktivität des Bodens. Es kann auch Bodenerosion vermindern. Nachteil ist die starke Tendenz zu verunkrauten.
Es gibt Berichte, dass die Blätter gegen Nematoden wirken, beispielsweise Heterodera marioni beim Anbau von Schwarzem Pfeffer oder von Zuckerrohr und Tomaten.

## Vorkommen und Ökophysiologie
Das weite natürliche neotropische Verbreitungsgebiet reicht von Florida und Texas über Mexiko (Coahuila, Nuevo Leon, San Luis Potosi, Sinaloa, südlichen Sonora, Tamaulipas, Campeche, Chiapas, Colima, Guerrero, Hidalgo, Jalisco, Michoacan, Nayarit, Oaxaca, Queretaro, Quintana Roo, Tabasco, Veracruz, Yucatan) und Zentralamerika (Belize, Costa Rica, El Salvador, Guatemala, Honduras, Nicaragua, Panama) bis Südamerika (Französisch-Guyana, Guyana, Surinam, Venezuela, Brasilien, Bolivien, Kolumbien, Ecuador, Peru, Argentinien, Paraguay) und auf karibischen Inseln (Anguilla, Antigua und Barbuda, Bahamas, Cayman-Inseln, Kuba, Dominica, Grenada, Guadeloupe, Jamaika, Martinique, Montserrat, Niederländische Antillen, Puerto Rico, St. Vincent und Grenadinen, Jungfern-Inseln). In Florida und Texas gedeiht Chromolaena odorata in Höhenlagen zwischen 0 und 30 Meter.

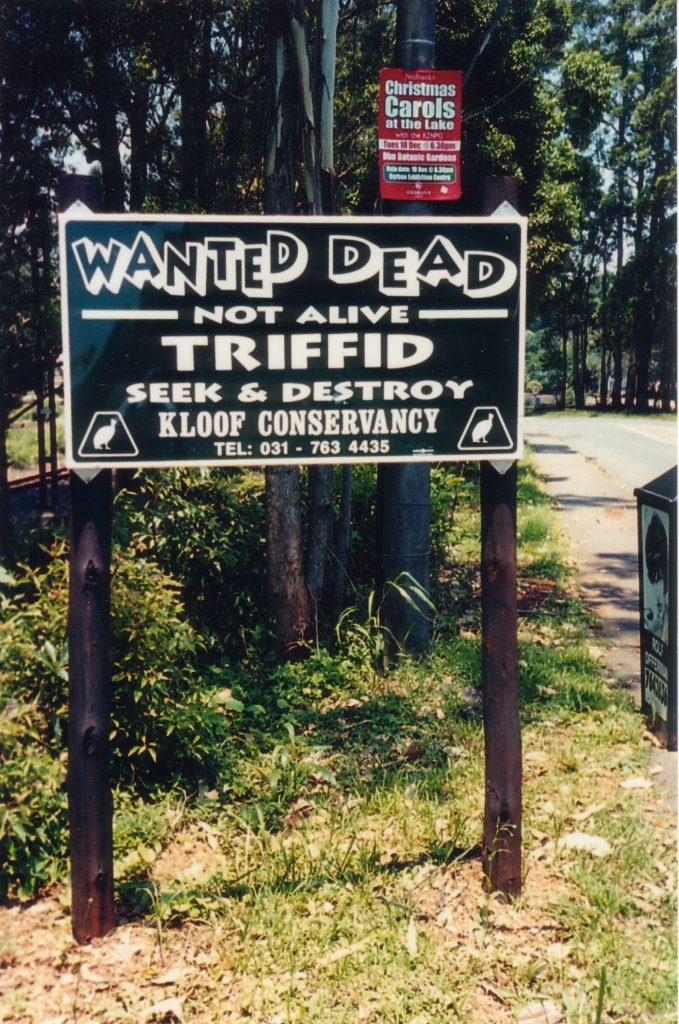
Schild, das zur Vernichtung des triffid weed (Chromolaena odorata) aufruft (Südafrika).

In Asien (Indien, Sri Lanka, Thailand, Kambodscha, Vietnam, Fujian, Hainan, Yunnan, Taiwan, Malaysia, Indonesien, Philippinen) und anderen Gebieten der Welt (Südafrika, Eswatini, Mauritius, Papua-Neuguinea, Australien, Hawaii, Guam, Marshall-Inseln, Mikronesien, nördlichen Marianen, Palau) ist Chromolaena odorata ein Neophyt und wird als aggressive invasive Pflanze bewertet. Die Art zählt zu den 100 gefährlichsten Neobiota weltweit.
Chromolaena odorata bildet Bestände in tropischen und subtropischen Gebieten, die Jahresniederschläge von 1100 mm übersteigen, manchmal kommt sie auch in Gebieten mit 700 mm Niederschlagssumme vor. Die Trockenzeiten sollten unter fünf Monaten liegen. Sie kommt zwischen 30° N und 30° S Breite vor. In der Nähe des Äquators kann sie bis in Höhenlagen von 1000 Meter steigen, sonst gedeiht sie in niedrigeren Höhenlagen. Sie kommt bei Temperaturen zwischen 20 und 37 °C vor; Jahresdurchschnittstemperaturen zwischen 25 und 30 °C sind das Optimum. Natürliche Habitate befinden sich in freien Flächen in tropischen Regenwäldern und an Ufern von Fließgewässern; sie kommt auch in den Übergangsgebieten zwischen Savanne und geschlossenem Wald vor.
Chromolaena odorata ist eine Pionierpflanze. Die Sukzession schreitet schnell voran, auf freien, unbeschatteten Flächen werden schnell dichte Bestände gebildet und dann nimmt der Bestand langsam ab, wenn sich das Kronendach schließt. Chromolaena odorata wächst in unterschiedlichen Böden, gedeiht aber am besten in gut drainierten (wasserdurchlässigen) Böden. Es gedeiht nicht auf Standorten mit Staunässe oder mit hohen Salzgehalten. Durch die Wurzelsymbiose in Form vesikulär-arbuskulären Mykorrhiza kann sie phosphorarme Böden besiedeln. Diese heliophile Pflanzenart verträgt keinen Schatten und gedeiht am besten auf offenen Flächen. Sie wächst oft in dichten Beständen und verhindert das Aufkommen anderer Arten, sowohl durch die Konkurrenz als auch durch allelopathische Effekte. Die Inhaltsstoffe Phenole und Alkaloide besonders in den Blättern verursachen diese allelopathischen Effekte, sie hemmen die Keimung der eigenen Samen und die Entwicklung der Sämlinge anderer Arten. Wenn die Bestände trocken sind, stellen sie ein „Futter“ für Brände in der Wildnis dar. Um sich zu etablieren, werden gestörte Standorte (Ruderalstandort) benötigt. Auf Weiden, Brachflächen und an Straßenrändern gibt es oft Bestände.
Obwohl viele pathogene Organismen und Insekten an Chromolaena odorata leben, verursachen sie an ihr kaum bedeutende Schäden. Nur die beiden neotropischen, oligophagen Insekten Pareuchaetes pseudoinsulata aus der Unterfamilie Bärenspinner (Arctiinae) und die samenfressende Apion brunneonigrum aus der Familie Rüsselkäfer (Curculionidae) verursachen größere Schäden an Chromolaena odorata. Beide Arten wurden in einigen afrikanischen und asiatischen Staaten zur biologischen Kontrolle dieses aggressiven „Unkrautes“, mit unterschiedlichen Erfolg, eingesetzt.

## Systematik
Die Erstveröffentlichung erfolgte 1759 unter dem Namen (Basionym) Eupatorium odoratum durch Carl von Linné in Systema Naturae, 10. Auflage, Band 2, S. 1205. Die Neukombination zu Chromolaena odorata (L.) R.M.King & H.Rob. wurde 1970 durch Robert Merrill King und Harold Ernest Robinson in Studies in the Eupatorieae (Compositae). XXIX. The genus Chromolaena., In: Phytologia, Volume 20, Issue 3, S. 204 veröffentlicht. Weiter Synonyme für Chromolaena odorata (L.) R.M.King & H.Rob. sind: Chromolaena farinosa (B.L.Rob.) R.M. King & H.Rob., Eupatorium clematitis DC., Eupatorium conyzoides fo. angustiflorum Cuatrec., Eupatorium conyzoides Mill., Eupatorium conyzoides var. floribunda (Kunth) Hieron., Eupatorium dichotomum Sch. Bip., Eupatorium divergens Less., Eupatorium floribundum Kunth, Eupatorium graciliflorum DC., Eupatorium klattii Millsp., Eupatorium odoratum var. pauciflorum Hieron., Osmia divergens Sch. Bip., Osmia graciliflora Sch. Bip., Osmia odorata (L.) Sch. Bip.  Das Artepitheton odorata bedeutet duftend.
Chromolaena odorata gehört nicht zur Gattung Eupatorium, besonders weil sie mehrere Reihen Hüllblätter aufweist und drei Hauptnerven auf der Blattspreite besitzt.
Chromolaena odorata gehört zur Untergattung Chromolaena subg. Osmiella aus der Gattung Chromolaena DC.
Von Chromolaena odorata werden zwei Formen anerkannt:
- Chromolaena odorata (L.) R.M.King & H.Rob. fo. odorata
- Chromolaena odorata fo. squarrosa S.Garg

## Trivialnamen
Trivialnamen in einigen Sprachen sind:
- Chamorro: masigsig, masigsig, kesengesil
- Chinesisch: 飞机草 fei ji cao
- Chuukesisch: otuot
- Englisch: Bitter bush, Butterfly weed, Christmasbush, chromolaena, devilweed, hagonoy, Jack in the bush, paraffin-weed, Siam weed, Triffid weed, Chromolaena
- Philippinisch: agonoi, huluhagonoi, hagonoy
- Französisch: Fleurit-Noël, Herbe du Laos
- Kosraeanisch: mahsrihsrihk
- Palauisch: kesengesil, ngesngesil
- Pohnpeanisch: masigsig, masikisik, wisolmat, wisolmat en rehnwel
- Spanisch: chimuyo, crucito, hierba de chiva, paleca, rey del todo
- indonesisch: Rumput belalang, Rumput golkar, Rumput putih Indonesian
- Afrikaans: paraffienbos
- deutsch: Siamkraut
- aztekisch: coacihuizpatli